# The Main Squeeze
The Main Squeeze est un groupe de funk américain originaire de Bloomington, dans l'Indiana. 

## Histoire du groupe
Le Main Squeeze a été formé en tant que groupe festif à l'Indiana University en 2010,. En 2012, ils ont sorti leur premier LP éponyme. Trois ans plus tard, ils ont publié leur deuxième album intitulé Mind Your Head. L'album a été produit par Randy Jackson. En 2017, The Main Squeeze a publié son troisième album intitulé Without a Sound. 

## Membres du groupe
- Corey Frye (voix)
- Ben « Smiley » Silverstein (claviers)
- Max Newman (guitare)
- Reuben Gingrich (batterie)
- Rob Walker (basse)

## Discographie

### Albums studio
- First Drops EP (2011)
- The Main Squeeze (2012)
- Mind Your Head (2015)
- Without a Sound (2017)

### Albums live
- The Main Squeeze on Audiotree Live (2015)
- Squeeze Live, Vol. 1 (2017)